# Lista postaci serialu Skazany na śmierć
Tutaj znajduje się lista bohaterów amerykańskiego serialu Skazany na śmierć.

## Główni bohaterowie
| Nazwisko                         | Aktor               | Sezony        |
| -------------------------------- | ------------------- | ------------- |
| Michael Scofield                 | Wentworth Miller    | 1, 2, 3, 4, 5 |
| Lincoln Burrows                  | Dominic Purcell     | 1, 2, 3, 4, 5 |
| Veronica Donovan                 | Robin Tunney        | 1, 2          |
| L.J. Burrows                     | Marshall Allman     | 1, 2, 3, 4    |
| Fernando Sucre                   | Amaury Nolasco      | 1, 2, 3, 4, 5 |
| Theodore „T-Bag” Bagwell         | Robert Knepper      | 1, 2, 3, 4, 5 |
| John Abruzzi                     | Peter Stormare      | 1, 2          |
| Benjamin Miles „C-Note” Franklin | Rockmond Dunbar     | 1, 2, 4, 5    |
| Brad Bellick                     | Wade Williams       | 1, 2, 3, 4    |
| Sara Tancredi                    | Sarah Wayne Callies | 1, 2, 3, 4, 5 |
| Paul Kellerman                   | Paul Adelstein      | 1, 2, 4, 5    |
| Alexander Mahone                 | William Fichtner    | 2, 3, 4       |
| James Whistler                   | Chris Vance         | 3, 4          |
| Norman St. John/Lechero          | Robert Wisdom       | 3             |
| Sofia Lugo                       | Danay García        | 3, 4          |
| Gretchen Morgan                  | Jodi Lyn O’Keefe    | 3, 4          |
| Don Self                         | Michael Rapaport    | 4             |
| Christina Rose Scofield          | Kathleen Quinlan    | 4             |
| Jonathan Krantz                  | Leon Russom         | 2, 3, 4       |

## Bohaterowie drugoplanowi

### Sezon 1
- David „Tweener” Apolskis – więzień Fox River, współuczestnik spisku Michaela Scofielda i Lincolna Burrowsa
- Hector Avila – kuzyn Fernanda Sucre
- Sebastian Balfour – partner Veroniki Donovan
- „Avocado” Balz-Johnson – więzień Fox River
- Becky – sekretarka w biurze Henry’ego Pope’a
- Bruce Bennett – współpracownik Franka Tancrediego
- Samantha Brinker – członkini Firmy
- Maricruz Delgado – partnerka Fernanda Sucre
- Theresa Delgado – siostra Maricruz Delgado
- Philly Falzone – znajomy Johna Abruzziego
- Otto Fibanacci – świadek koronny w sprawie Johna Abruzziego
- Gus Fiorello – współpracownik Johna Abruzziego
- Dede Franklin – córka Benjamina „C-Note’a” Franklina
- Kacee Franklin – żona Benjamina „C-Note’a” Franklina
- Roy Geary – strażnik z Fox River
- Allison Hale – żona Daniela Hale’a
- Daniel Hale – agent Secret Service, współpracownik Paula Kellermana
- Susan Hollander – partnerka Theodore’a „T-Baga” Bagwella
- Robert Hudson – strażnik z Fox River
- Louis Patterson – strażnik z Fox River
- Charles Patoshik – osadzony w oddziale psychiatrycznym zakładu karnego Fox River, współuczestnik spisku Michaela Scofielda i Lincolna Burrowsa
- Henry Pope – naczelnik zakładu karnego Fox River
- Quinn – członek Firmy
- Caroline Reynolds – wiceprezydent, a następnie prezydent Stanów Zjednoczonych
- Adrian Rix – ojczym L.J. Barrowsa
- Lisa Rix – matka L.J. Barrowsa
- Manche Sanchez – kuzyn Fernanda Sucre, więzień Fox River
- Nick Savrinn – adwokat pomagający Veronice Donovan w celu oczyszczenia Lincolna Burrowsa z zarzutów
- Crab Simmons – ofiara Firmy
- Terrence Steadman – brat Caroline Reynolds, domniemana ofiara Lincolna Burrowsa
- Keith Stolte – strażnik z Fox River
- Frank Tancredi – ojciec Sary i gubernator stanu Illinois, ojciec Sary Tancredi
- Trumpets – więzień Fox River
- Turk – więzień Fox River
- Nika Volek – żona Michaela Scofielda
- Katie Welch – pielęgniarka Fox River
- Charles Westmoreland – pseudonim „DB Cooper”, osadzony w zakładzie karnym Fox River, współuczestnik spisku Michaela Scofielda i Lincolna Burrowsa

### Sezon 2
- Agent Blondie – zabójca Veroniki Donovan
- Debra Jean Belle – studentka, sympatia Davida „Tweenera” Apolskisa
- Chaco – Panamczyk, który pomógł Michaelowi Scofieldowi zorganizować rejs do Panamy
- Petey Cordero – kuzyn Fernanda Sucre
- Coyote – osoba, która miała zorganizować Michaelowi Scofieldowi ucieczkę samolotem do Ameryki Południowej
- Denise – pracownica poczty, ofiara Theodore’a „T-Baga” Bagwella
- Cooper Green – kolega Alda Burrowsa
- Marty Gregg – prawniczka, obrończyni Sary Tancredi
- Ives – agent FBI
- Kristine Kellerman – siostra Paula Kellermana
- Bill Kim – agent Secret Service, członek Firmy
- Felicia Lang – agentka FBI, współpracownica Alexandra Mahone’a
- Ann Owens – policjantka, córka Jeanette Owens
- Jeanette Owens – właścicielka mieszkania, w którym Charles Westmoreland ukrył zrabowane pieniądze
- Ed Pavelka – naczelnik Fox River, następca Henry’ego Pope’a
- Jane Phillips – przyjaciółka Alda Burrowsa, była członkini Firmy
- Kathryn Slattery – detektyw, która prowadziła śledztwo w sprawie śmierci Roya Geary’ego
- Richard Sullins – antagonista Alexandra Mahone’a
- Trey – szwagier Benjamina „C-Note’a” Franklina
- Mark Wheeler – agent FBI, przełożony Alexandra Mahone’a
- Kyle ‘Woody’ Woodling – właściciel sklepu ogrodniczego w Tooele, Utah

### Sezon 3
- Augusto – kuzyn Lechero
- Cheo – więzień Sony, współpracownik Lechero
- Cristobal – więzień Sony, lider więziennego gangu, a następnie współpracownik Lechero
- Cyrus – więzień Sony, członek gangu Cristobala
- Generał Escamilla – dowódca ochrony w Sonie
- Alfonso Gallego – ojciec McGrady’ego
- Luis Gallego, AKA McGrady – więzień Sony, współpracownik Michaela Scofielda
- Hurtado – żołnierz ochraniający Sonę
- Generał Mestas – dowódca ochrony w Sonie, następca Zavali
- Juan Nieves – aptekarz w Sonie, zastąpiony przez Theodore’a „T-Baga” Bagwella
- Octavio – członek gangu Cristobala
- Osberto – panamski handlarz materiałami wybuchowymi
- Papo – więzień Sony, współpracownik Lechero
- Elliot Pike – członek Firmy
- Pistachio – więzień Sony
- Rafael – żołnierz ochraniający Sonę
- Sammy – więzień Sony, współpracownik Lechero
- Sapo – więzień Sony
- Andrew Tyge – amerykański więzień Sony
- Wyat – więzień Sony
- Generał Zavala – dowódca ochrony w Sonie, następca Escamilli

### Sezon 4
- Nandu Banerjee- premier Indii
- Naveen Banerjee – syn Nandu Banerjee
- Andrew Blauner – pracownik GATE
- Downey – współpracownik Christiny Rose Scofield
- Nathaniel Edison – właściciel jednego z kluczy do Scylli
- Roland Glenn – haker, twórca urządzenia wykradającego dane, współpracownik Michaela Scofielda
- Tia Hayden – partnerka Scotta
- Miriam Hultz / Trishanne – podwójna agentka, pracownica GATE, ofiara Dona Selfa
- Feng Huan – kupiec Scylli
- Wade Irwing – szofer Tuxhorna
- Jason Lief – właściciel jednego z kluczy do Scylli
- Wyatt Mathewson – członek Firmy, zabójca
- Emily Morgan – córka Jonathana Krantza i Gretchen Morgan
- Rita Morgan – siostra Gretchen Morgan sprawująca pieczę nad jej córką
- Griffin Oren – właściciel jednego z kluczy do Scylli
- Jasper Potts – były współpracownik Firmy, informator Dona Selfa
- Vincent Sandinsky – pracownik Firmy, przyjaciel Christiny Rose Scofield, ofiara Theodore’a „T-Baga” Bagwella
- Sancho – ofiara Theodore’a „T-Baga” Bagwella
- Scott – dawny współpracownik Gretchen Morgan z Firmy, pracownik Christiny Rose Scofield
- Howard Scuderi – właściciel jednego z kluczy do Scylli, ofiara Jonathana Krantza
- Lisa Tabak – właścicielka jednego z kluczy do Scylli, córka Jonathana Krantza
- Stuart Tuxhorn – właściciel jednego z kluczy do Scylli
- Gregory White – kierownik GATE, ofiara Gretchen Morgan

### Prison Break The Final Break
- Joe Daniels – depozytariusz pieniędzy Jonathana Krantza
- Hooks – strażniczka z Miami-Dade
- Keller – strażniczka z Miami-Dade
- Lou Phillips – adwokat Sary Tancredi
- Skittles – – więźniarka Miami-Dade
- Tatusiek – transseksualna więźniarka Miami-Dade, przywódczyni gangu
- Agatha Warren – więźniarka Miami-Dade, członkini gangu
- Agent Todd Whitley – dowodzący akcją uwolnienia Sary Tancredi z zakładu karnego Miami-Dade